# Буданцев, Сергей Фёдорович
Сергей Фёдорович Буданцев (1896—1940) — русский советский прозаик, редактор, поэт и журналист.

## Биография
Родился в имении Глебково Зарайского уезда Рязанской губернии одиннадцатым ребёнком в семье управляющего имением (автобиография). Учился в Рязани в реальном училище, затем в частной гимназии Зелятрова, гимназистом в 1912 году опубликовал первый очерк, сотрудничал в газете «Рязанская жизнь». В 1915—1916 был студентом историко-филологического факультета Московского университета. В 1916—1918 Буданцев побывал в Персии в составе 25-го Восточно-Персидского отряда Всероссийского Земского союза, сражался с англичанами в Азербайджане, затем работал журналистом на Кавказе (в «Известиях Бакинского Совета») и в Астрахани (редактировал газету «Красный воин»).
Жена — поэтесса и переводчица Вера Ильина.
В 1916 опубликовал несколько стихотворений, отмеченных влиянием Маяковского, в 1920 году вышла единственная поэтическая книга Буданцева «Пароходы в Вечности. Стихи 1916—1920».
Известность ему принёс роман «Мятеж» (1922), в котором описаны разногласия между большевиками и эсерами. Для того, чтобы подчеркнуть экспериментальный характер своей богатой стилистики, Буданцев использовал при наборе романа различные типографские шрифты. По договорённости с Д. Фурмановым, который в 1925 опубликовал роман с таким же названием, роман в 1927 переименован в «Командарм», позднее публиковался под названием «Мятеж мобилизованных» (изд-во «Федерация»).
В 1927 году принял участие в коллективном романе «Большие пожары», публиковавшемся в журнале «Огонёк».
Среди других его сочинений — фантастическая повесть «Эскадрилья Всемирной Коммуны» о всемирной революции и падении капиталистического строя. Одним из персонажей повести был Бенито Муссолини, согласно автору, казнённый восставшим народом в 1944 году (как это и произошло на самом деле, но годом позже). Один из авторов книги «Беломорско-Балтийский канал имени Сталина» (1934).
В 1938 переехал в Рязань, но 26 апреля был арестован и приговорён к 8 годам лагерей по обвинению в «контрреволюционной пропаганде». Летом 1939 этапирован на Колыму, где работал забойщиком на золотом прииске. Умер в лагерном пункте «Инвалидный».
После реабилитации у Буданцева в 1959 вышли две книги, в том числе неопубликованный ранее роман «Писательница», созданный в 1933—1936 годах.

## Сочинения
- Форпост Индии. — 1923; 2-е изд. — М., 1927.
- Мятеж : Роман. — 1923
  -  — Л.: Новый век, 1925. — 228 с. — 5 000 экз.

с 1927 г. — под названием «Командарм»:
-  — М.; Л.: Гос. изд., 1927. — 166 с. — 4 000 экз.
-  — М.; Л.: Гос. изд., 1928. — 175 с. — 4 000 экз. (Общ. тит. л.: Собрание сочинений. Т. I)
-  — 2-е изд. — М.; Л.: Гос. изд., 1930. — 175 с. — 5 000 экз.

- Эскадрилья Всемирной Коммуны. — М., 1925.
- Саранча. — 1927.
- Японская дуэль. — Л., 1927.
- Лунный месяц Рамазан. — М.; Л., 1927.
- Страховая премия, лит.-худ. сборник «Красной панорамы», июль 1928 г.
- Семья, лит.-худ. сборник «Красной панорамы», ноябрь 1928 г.
- Рассказы, 1929
- Повесть о страданиях ума, 1929
- Зенит, 1934
- Коллекция медных монет, 1935
- Писательница, 1959